# Ampulex
Ampulex är ett släkte av kackerlackesteklar (Ampulicidae).

## Bildgalleri

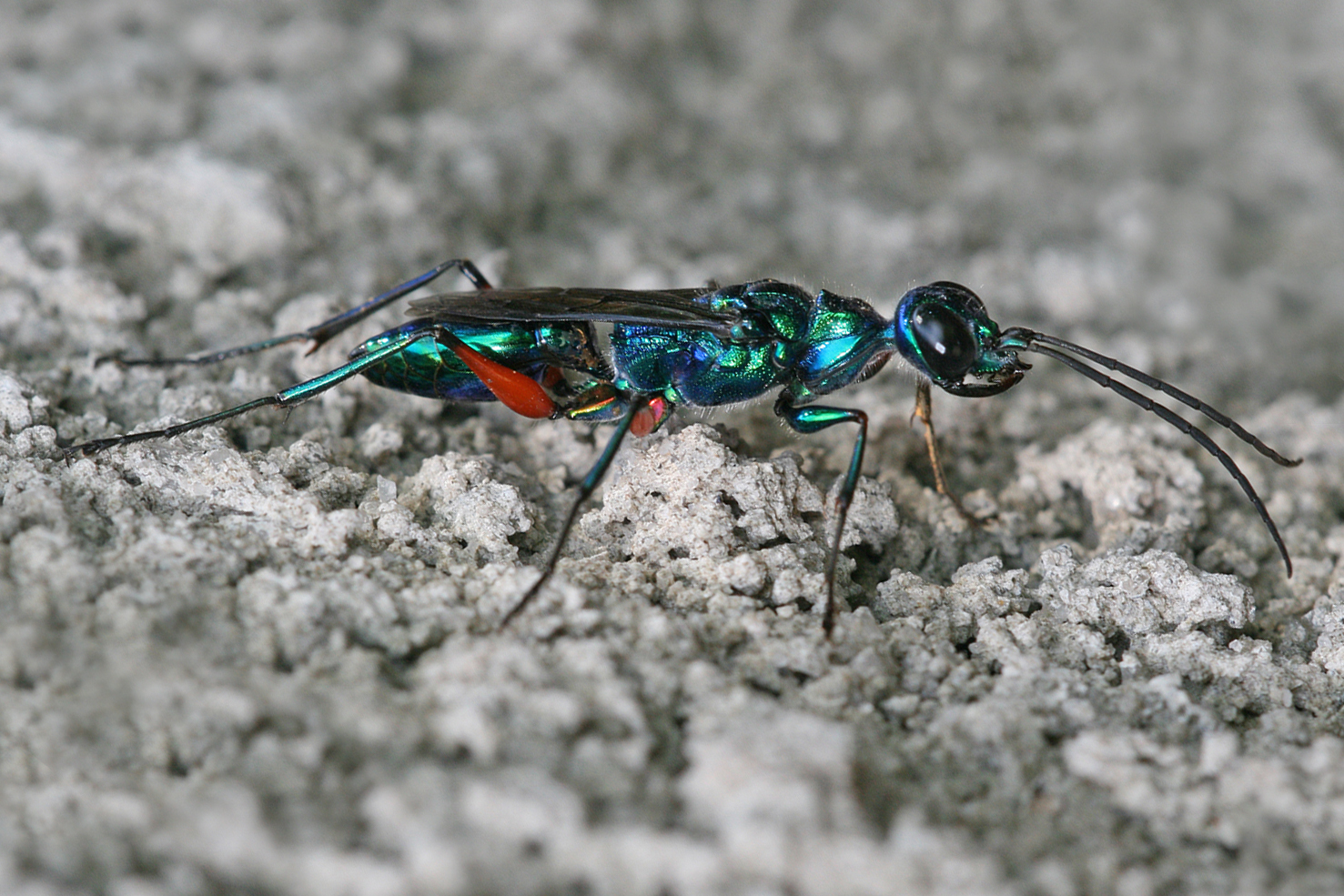

## Dottertaxa tillAmpulex, i alfabetisk ordning[1]
- Ampulex aborensis
- Ampulex aenea
- Ampulex aeneola
- Ampulex albobarbata
- Ampulex alisana
- Ampulex angusticollis
- Ampulex annulipes
- Ampulex apicalis
- Ampulex approximata
- Ampulex arnoldi
- Ampulex assamensis
- Ampulex assimilis
- Ampulex atrohirta
- Ampulex bantuae
- Ampulex bidenticollis
- Ampulex bispinosa
- Ampulex bredoi
- Ampulex brunneofasciata
- Ampulex bryanti
- Ampulex canaliculata
- Ampulex carinifrons
- Ampulex ceylonica
- Ampulex chalybea
- Ampulex collator
- Ampulex compressa
- Ampulex conigera
- Ampulex constanceae
- Ampulex crassicornis
- Ampulex crawshayi
- Ampulex crudelis
- Ampulex cuprea
- Ampulex cyanator
- Ampulex cyanipes
- Ampulex cyanura
- Ampulex cyclostoma
- Ampulex dentata
- Ampulex denticollis
- Ampulex difficilis
- Ampulex dissector
- Ampulex distinguenda
- Ampulex dives
- Ampulex elegantula
- Ampulex erythropus
- Ampulex esakii
- Ampulex fasciata
- Ampulex ferruginea
- Ampulex formicoides
- Ampulex formosa
- Ampulex fulgens
- Ampulex hellmayri
- Ampulex himalayensis
- Ampulex honesta
- Ampulex hospes
- Ampulex insularis
- Ampulex interstitialis
- Ampulex javana
- Ampulex khasiana
- Ampulex kristenseni
- Ampulex kurarensis
- Ampulex laevigata
- Ampulex latifrons
- Ampulex lazulina
- Ampulex lesothoensis
- Ampulex longiabdominalis
- Ampulex longiclypeus
- Ampulex longicollis
- Ampulex lugubris
- Ampulex luluana
- Ampulex maculicornis
- Ampulex major
- Ampulex melanocera
- Ampulex metallica
- Ampulex micado
- Ampulex micans
- Ampulex minor
- Ampulex mirabilis
- Ampulex mocsaryi
- Ampulex moebii
- Ampulex montana
- Ampulex montivaga
- Ampulex moultoni
- Ampulex murotai
- Ampulex mutilloides
- Ampulex nasuta
- Ampulex nebulosa
- Ampulex neotropica
- Ampulex nigricans
- Ampulex nigrocoerulea
- Ampulex nigrosetosa
- Ampulex nitidicollis
- Ampulex occipitalis
- Ampulex overlaeti
- Ampulex pilosa
- Ampulex psilopus
- Ampulex purpurea
- Ampulex quadraticollar
- Ampulex raptor
- Ampulex regalis
- Ampulex rothneyi
- Ampulex rotundioculus
- Ampulex ruficollis
- Ampulex ruficornis
- Ampulex ruficoxis
- Ampulex rufofemorata
- Ampulex sagax
- Ampulex satoi
- Ampulex sciophanes
- Ampulex seitzii
- Ampulex senex
- Ampulex sibirica
- Ampulex sikkimensis
- Ampulex smaragdina
- Ampulex sodalicia
- Ampulex sonani
- Ampulex sonnerati
- Ampulex spectabilis
- Ampulex splendidula
- Ampulex surinamensis
- Ampulex sybarita
- Ampulex takeuchii
- Ampulex thoracica
- Ampulex timulloides
- Ampulex toroensis
- Ampulex tridentata
- Ampulex trigonopsis
- Ampulex varicolor
- Ampulex venusta
- Ampulex viridescens
- Ampulex yunnanensis